# The Miser's Policy
The Miser's Policy è un cortometraggio muto del 1914 diretto da Thomas Ricketts.

## Trama
Rimasta orfana, Katy viene affidata per testamento allo zio Turpin. L'uomo accetta di prendersi cura della nipote più per il denaro che dovrà amministrare che per affetto della ragazza. Diventata adulta, Katy è una bella ragazza con molti corteggiatori, ma i pretendenti vengono tenuti lontani da Turpin, che trova vantaggioso tenersi a casa la nipote. Il giovane Benny, uno degli innamorati, si dimostra particolarmente tenace e non si fa intimidire da Turpin: manda una lettera a Katy che però viene intercettata dallo zio. Quando lui la legge, si rende conto che tutto il patrimonio della nipote potrebbe sparire insieme a lei. I due innamorati trovano il vecchio avaro angosciato e depresso, tanto che finisce per chiedere loro pietà per il suo comportamento gretto ed egoista.

## Produzione
Il film fu prodotto dall'American Film Manufacturing Company come Flying A.

## Distribuzione
Distribuito dalla Mutual, il film - un cortometraggio in una bobina - uscì nelle sale cinematografiche statunitensi il 3 gennaio 1914.